# Sterling Knight
Sterling Sandmann Knight (* 5. března 1989, Hilton Head Island, Jižní Karolína, USA) je americký herec a zpěvák. Proslavil se rolí Chada Dylana Coopera v seriálu Sonny ve velkém světě. Také si zahrál ve filmech Znovu 17 a Rande s hvězdou.

## Životopis
Narodil se na Hilton Head Island, v Jižní Karolíně. Přestěhoval do Kalifornie, aby se mohl věnovat herectví. Má mladší sestru Samanthu Scarlett a mladšího bratra Spencera Shuga.

## Kariéra
Kariéru nastartoval v lokálních divadelních produkcích. První role přišla se seriálem Hannah Montana. Poté se objevil v seriálech The Closer, Out of Jimmy's Head a Chirurgové. Zlom v kariéře nastal s rolí Chada Dylana Coopera v seriálu Sonny ve velkém světě. Filmový debut přišel s rolí Alexe O'Donnella ve filmu Znovu 17. V roce 2010 si zahrál hlavní roli v originálním filmu Disney Channel Rande s hvězdou. S Ashley Hewitt si zahrál ve filmu Elle: Příběh moderní Popelky. Film byl vydán v roce 2010.
V roce 2012 si zahrál v thrillerovém filmu Tranzit. V roce 2013 začal hrát v seriálu Melissa a Joey. V roce 2015 hrál v akčním dramatu Landmine Goes Click.

## Filmografie
| Rok  | Název                        | Role               | Poznámky            |
| ---- | ---------------------------- | ------------------ | ------------------- |
| 2005 | Calm                         | Skater             | krátkometrážní film |
| 2009 | Balls Out: Garyho výzva      | Protivník v tenisu |                     |
| 2009 | Znovu 17                     | Alex O'Donnell     |                     |
| 2010 | Privileged                   | Soph               |                     |
| 2010 | Elle: Příběh moderní Popelky | Ty Parker          |                     |
| 2011 | The Muppets                  | Sám sebe           |                     |
| 2012 | Tranzit                      | Shane              |                     |
| 2015 | Landmine Goes Click          | Chris              |                     |
| 2016 | It Snows All The Time        | Art                |                     |
| 2016 | Danny Boy                    | Danny              | krátkometrážní film |
| 2016 | Career Day                   | Ben Taylor         |                     |
| 2017 | Different Flowers            | Charlie            |                     |
| 2017 | The Man from Earth: Holocene | Philip             |                     |

| Rok     | Název                             | Role                 | Poznámky                |
| ------- | --------------------------------- | -------------------- | ----------------------- |
| 2006    | Hi-Jinks                          | Brendan              | díl: „Winner“           |
| 2007    | Hannah Montana                    | Lucas                | vedlejší role           |
| 2007    | Closer                            | Grady Reed           | 2 díly                  |
| 2008    | Out of Jimmy's Head               | Brad                 | díl: „Bad Fad“          |
| 2008    | Chirurgové                        | Kip                  | 2 díly                  |
| 2010    | Rande s hvězdou                   | Christopher Wilde    | televizní film          |
| 2009–11 | Sonny ve velkém světě             | Chad Dylan Cooper    | hlavní role             |
| 2011–12 | So Random!                        | Chad Dylan Cooper    | hlavní role             |
| 2013    | Randy Cunningham: 9th Grade Ninja | Výrobce másla (hlas) | 2 díly                  |
| 2013–15 | Melissa a Joey                    | Zander Carlson       | vedlejší role           |
| 2014    | The Hotwives of Orlando           | Billy                | vedlejší role (1. řada) |
| 2016    | Crowded                           | Nate                 | 2 díly                  |
| 2017    | In the Rough                      | Cameron Fullbright   |                         |